# Campeonato Brasiliense de Futebol de 2021
O Campeonato Brasiliense de Futebol de 2021 foi a 63ª edição da divisão principal do futebol do Distrito Federal. A competição, organizada pela Federação de Futebol do Distrito Federal, disputada entre 20 de fevereiro e 15 de maio por doze equipes do Distrito Federal, de Goiás e Minas Gerais e terá, novamente, a transmissão pela TV Brasília. O campeonato atribuiu duas vagas para a Copa do Brasil de 2022 e a Copa Verde de 2022, além de duas vagas para a Série D do Brasileiro de 2022.Esta edição marcou a mudança na formula de disputa, que ao invés de os 12 times jogarem em turno único com posteriores quartas-de-final, semifinal e final (as três fases com jogos de ida e volta) jogaram 4 fases, sendo 3 de grupos e a final em jogo único. Outra alteração é a quantidade de rebaixados, que neste ano serão 4 times, todavia 2 subirão da segunda divisão , o que reduz a quantidade de times para apenas 10 em 2022.

## Regulamento[3]
O Campeonato será disputado em 4 fases:
PRIMEIRA FASE: As equipes jogam em turno único entre os grupos (AxB). Os quatro melhores se classificam para a segunda fase enquanto os dois piores de cada grupo serão rebaixados para a segunda divisão;
SEGUNDA FASE: Os quatro primeiros de cada grupo se enfrentam em jogos só de ida dentro do próprio grupo. Os dois melhores colocados passam para a terceira fase, enquanto os demais são eliminados;
TERCEIRA FASE: Os dois melhores colocados de cada grupo disputam um quadrangular em jogos de ida e volta. Os dois primeiros colocados se classificam à final;
QUARTA FASE (FINAL): Os dois melhores colocados no quadrangular da terceira fase se classificam para a final e disputam o título em jogo único.
O campeão e o vice conquistaram vagas em três campeonatos nacionais: Série D do Brasileiro de 2022, Copa do Brasil de 2022 e Copa Verde de Futebol de 2022.

### Critérios de desempate
Ocorrendo empate em número de pontos ganhos entre duas ou mais equipes na fase classificatória, serão aplicados, sucessivamente, os seguintes critérios de desempate:
1. Maior número de vitórias.
2. Maior saldo de gols.
3. Maior número de gols pró.
4. Confronto direto.
5. Menor número de cartões amarelos.
6. Menor número de cartões vermelhos.
7. Sorteio.

## Equipes participantes
| Equipe                          | Localidade         | Em 2020 | Estádio (mando em 2021) | Capacidade | Títulos             |
| ------------------------------- | ------------------ | ------- | ----------------------- | ---------- | ------------------- |
| Brasiliense Futebol Clube       | Taguatinga         | 2º      | Serejão                 | 27 000     | 9 (último em 2017)  |
| Capital Clube de Futebol Ltda   | Guará              | 6º      | Mané Garrincha          | 72 788     | 0                   |
| Ceilândia Esporte Clube         | Ceilândia          | 10º     | Abadião                 | 4 000      | 2 (último em 2012)  |
| Bosque Formosa Esporte Clube    | Formosa (GO)       | 4º      | Diogão                  | 6 000      | 0                   |
| Sociedade Esportiva do Gama     | Gama               | 1º      | Bezerrão                | 20 000     | 13 (último em 2020) |
| Associação Atlética Luziânia    | Luziânia (GO)      | 7º      | Serra do Lago           | 21 564     | 2 (último em 2016)  |
| Real Brasília Futebol Clube     | Núcleo Bandeirante | 3º      | Defelê                  | 1 500      | 0                   |
| Samambaia Futebol Clube         | Samambaia          | 1º (B)  | Rorizão                 | 6 000      | 0                   |
| Sociedade Esportiva Santa Maria | Santa Maria        | 2º (B)  | Bezerrão                | 20 000     | 0                   |
| Sobradinho Esporte Clube        | Sobradinho         | 8º      | Augustinho Lima         | 15 000     | 3 (último em 2018)  |
| Taguatinga Esporte Clube        | Taguatinga         | 5º      | Serejão                 | 27 000     | 5 (último em 1993)  |
| Unaí Esporte Clube              | Unaí (MG)          | 9º      | Urbano Adjuto           | 4 000      | 0                   |

## Primeira fase

#### Grupo A
| Pos | Equipe        | PG | Jogos | Jogos | Jogos | Jogos | Gols | Gols | Gols | Classificação |
| Pos | Equipe        | PG | #     | V     | E     | D     | GP   | GS   | SG   | Classificação |
| --- | ------------- | -- | ----- | ----- | ----- | ----- | ---- | ---- | ---- | ------------- |
| 1   | Taguatinga    | 12 | 6     | 4     | 0     | 2     | 11   | 8    | +3   | Segunda Fase  |
| 2   | Gama          | 10 | 6     | 3     | 1     | 2     | 9    | 4    | +5   | Segunda Fase  |
| 3   | Unaí          | 10 | 6     | 3     | 1     | 2     | 13   | 10   | +3   | Segunda Fase  |
| 4   | Luziânia      | 9  | 6     | 3     | 0     | 3     | 7    | 9    | –2   | Segunda Fase  |
| 5   | Real Brasília | 7  | 6     | 2     | 1     | 2     | 6    | 10   | –4   | Rebaixados    |
| 6   | Samambaia     | 4  | 6     | 1     | 1     | 4     | 11   | 19   | –8   | Rebaixados    |

#### Grupo B
| Pos | Equipe      | PG | Jogos | Jogos | Jogos | Jogos | Gols | Gols | Gols | Classificação |
| Pos | Equipe      | PG | #     | V     | E     | D     | GP   | GS   | SG   | Classificação |
| --- | ----------- | -- | ----- | ----- | ----- | ----- | ---- | ---- | ---- | ------------- |
| 1   | Brasiliense | 18 | 6     | 6     | 0     | 0     | 18   | 5    | +13  | Segunda Fase  |
| 2   | Capital-DF  | 16 | 6     | 5     | 1     | 0     | 11   | 2    | +9   | Segunda Fase  |
| 3   | Ceilândia   | 12 | 6     | 4     | 0     | 2     | 14   | 7    | 0    | Segunda Fase  |
| 4   | Santa Maria | 5  | 6     | 1     | 2     | 3     | 5    | 6    | –1   | Segunda Fase  |
| 5   | Sobradinho  | 1  | 6     | 0     | 1     | 5     | 5    | 16   | –11  | Rebaixados    |
| 6   | Formosa     | 0  | 6     | 0     | 0     | 6     | 7    | 21   | –14  | Rebaixados    |

## Segunda fase

### Grupo C
| Pos | Equipe     | PG | Jogos | Jogos | Jogos | Jogos | Gols | Gols | Gols | Classificação      |
| Pos | Equipe     | PG | #     | V     | E     | D     | GP   | GS   | SG   | Classificação      |
| --- | ---------- | -- | ----- | ----- | ----- | ----- | ---- | ---- | ---- | ------------------ |
| 1   | Luziânia   | 5  | 3     | 1     | 2     | 0     | 2    | 1    | +1   | Terceira Fase      |
| 2   | Gama       | 4  | 3     | 1     | 1     | 1     | 2    | 2    | 0    | Terceira Fase      |
| 3   | Unaí       | 4  | 3     | 1     | 1     | 1     | 1    | 1    | 0    | Zona de Eliminação |
| 4   | Taguatinga | 2  | 3     | 0     | 2     | 1     | 0    | 1    | –1   | Zona de Eliminação |

### Grupo D
| Pos | Equipe      | PG | Jogos | Jogos | Jogos | Jogos | Gols | Gols | Gols | Classificação      |
| Pos | Equipe      | PG | #     | V     | E     | D     | GP   | GS   | SG   | Classificação      |
| --- | ----------- | -- | ----- | ----- | ----- | ----- | ---- | ---- | ---- | ------------------ |
| 1   | Brasiliense | 9  | 3     | 3     | 0     | 0     | 7    | 0    | +7   | Terceira Fase      |
| 2   | Ceilândia   | 4  | 3     | 1     | 1     | 1     | 5    | 3    | +2   | Terceira Fase      |
| 3   | Capital-DF  | 4  | 3     | 1     | 1     | 1     | 4    | 3    | +1   | Zona de Eliminação |
| 4   | Santa Maria | 0  | 3     | 0     | 0     | 3     | 0    | 9    | –9   | Zona de Eliminação |

## Terceira fase

#### Grupo E
| Pos | Equipe      | PG | Jogos | Jogos | Jogos | Jogos | Gols | Gols | Gols | Classificação      |
| Pos | Equipe      | PG | #     | V     | E     | D     | GP   | GS   | SG   | Classificação      |
| --- | ----------- | -- | ----- | ----- | ----- | ----- | ---- | ---- | ---- | ------------------ |
| 1   | Brasiliense | 16 | 6     | 5     | 1     | 0     | 17   | 2    | +15  | Final              |
| 2   | Ceilândia   | 11 | 6     | 3     | 2     | 1     | 9    | 7    | +2   | Final              |
| 3   | Gama        | 6  | 6     | 2     | 0     | 4     | 6    | 12   | –6   | Zona de Eliminação |
| 4   | Luziânia    | 1  | 6     | 0     | 1     | 5     | 6    | 17   | –11  | Zona de Eliminação |

## Quarta fase

### Final
Jogo único
| Sábado, 15 de maio | Brasiliense | 1 – 0 | Ceilândia | Mané Garrincha, Brasília |
| 15:00              | Keynan 20'  |       |           | Árbitro: DF              |

| Brasiliense | Ceilândia |

## Premiação
| Vice Campeão: | Terceiro Colocado: | Artilheiro:           | Melhor goleiro: |
| ------------- | ------------------ | --------------------- | --------------- |
| Ceilândia     | Gama               | Brasiliense - Zé Love |                 |